# Wilhelm Nilson
Axel Wilhelm Nilson (i riksdagen kallad Nilson i Lidköping), född 19 mars 1825 i Leksberg, död 11 november 1909 i Stockholm, var en svensk rektor och politiker (liberal). 
Wilhelm Nilson, som var son till en lantbrukare, blev filosofie magister vid Uppsala universitet 1851 och verkade därefter som lärare i Mariestad, Vänersborg och Skara innan han blev rektor för Lidköpings lägre allmänna läroverk 1858–1894. Han var disponent för Lundsbrunns hälsobrunn 1856–1906 och var även ordförande i Lidköpings stadsfullmäktige 1881–1883.
Han var riksdagsledamot i andra kammaren i flera omgångar: 1867–1869 samt 1888–1896 för Lidköpings, Falköpings och Hjo valkrets och 1897–1899 för Lidköpings, Skara och Hjo valkrets. I riksdagen anslöt han sig 1867 till Ministeriella partiet, men övergick till Nyliberala partiet 1868 och kvarstod där valperioden ut. Vid återkomsten till riksdagen 1888 var han partilös, men 1891 gick han in i Andra kammarens center för att sedan fortsätta till Frihandelsvänliga centern 1895–1897. År 1898 var han åter partilös, men 1899 anslöt han sig till den liberalt präglade Friesenska diskussionsklubben.
I riksdagen var han bland annat suppleant i konstitutionsutskottet 1891–1899. Han engagerade sig bland annat i skolfrågor, för sänkta tullar och för kvinnors rätt att väljas till förtroendeuppdrag.